# Cardiodon
Cardiodon (лат.) — род динозавров-завропод, описанный на основе изолированных зубов, обнаруженных в среднеюрской (бат) формации Forest Marble из Уилтшира, Великобритания. Исторически таксон считался крайне малоизученным, возможно, синонимчным с цетиозавром, но недавние анализы показывают, что это отдельный таксон, возможно, связанный с Turiasaurus. Cardiodon был первым описанным родом завропод.

## История и таксономия
Ричард Оуэн описал Cardiodon по ныне утраченному изолированному зубу (входил в состав коллекции натуралиста Джозефа Ченинга Пирса), найденному недалеко от Брадфорд-он-Эйвон, не дав ему при этом видового названия. Родовое название происходит от греческих слов καρδία («сердце») и ὀδών («зуб»), что указывает на форму зуба. Несколько лет спустя, в 1844 году, он добавил видовое название rugulosus, что в переводе с латинского означает «морщинистый». Cardiodon был первым зауроподом, получившим официальное название, хотя в то время Оуэн совершенно не подозревал, что это зауропод.
В течение нескольких десятилетий Оуэн и другие учёные рассматривали Cardiodon как возможный синоним самого известного на тот момент рода завроподов Cetiosaurus. Ричард Лидеккер косвенно подтвердил эту точку зрения в 1890 году, отнеся Cetiosaurus oxoniensis к Cardiodon на основании зубов из Оксфордшира, найденных вместе со скелетом C. oxoniensis. Он также указал на находку второго зуба (BMNH R1527) из стратиграфической группы Great Oolite недалеко от Сайренсестера, графство Глостершир. Род Cardiodon относили к Cetiosaurus, иногда как отдельный вид «Cetiosaurus rugulosus».
В 2003 году Пол Апчерч (Paul Upchurch) и Джон Мартин (John Martin), изучая Cetiosaurus, обнаружили, что существует мало доказательств того, что зубы C. oxoniensis принадлежат ассоциированному с ними скелету; поэтому они поддержали сохранение Cardiodon как отдельного рода. Апчерч и др. (2004) повторили эту оценку и обнаружили, что, хотя зубы не имеют известных аутапоморфий, они принадлежат Eusauropoda. Ройо-Торрес (Royo-Torres) и др. (2006) в своём описании Turiasaurus указали Cardiodon как возможного родственника этого нового гигантского завропода, отнеся его к кладе Turiasauria (ранее Cardiodon обычно относили к Cetiosauridae или к собственной группе Cardiodontidae).

## Описание
Судя по сохранившимся иллюстрациям, оригинальный зуб демонстрирует редкое сочетание лопатообразной формы и слабо выпуклой внутренней стороны. Коронка короткая и широкая, слегка изогнутая внутрь. Внешняя сторона сильно изогнута, выпукла от передней части к задней. На этой стороне имеется неглубокая бороздка, идущая параллельно заднему краю. Коронка сужается к кончику. На краях нет зубцов. На эмали видны мелкие морщинки.

## Палеобиология
Будучи завроподом, Cardiodon был бы крупным четвероногим растительноядным животным, однако из-за скудности материалов более точная палеобиологическая реконструкция невозможна.